# كأس العالم لكرة السلة للسيدات 1971
كأس العالم لكرة السلة للنساء 1971 هو موسم من كأس العالم لكرة السلة للنساء. أقيم خلال الفترة 15 مايو 1971 وحتى 29 مايو 1971، وشارك فيه  13 فريقاً، وفاز فيه منتخب الاتحاد السوفيتي الوطني لكرة السلة للنساء.